# Kostel svatého Jakuba Většího (Dolní Moravice)
Římskokatolický kostel svatého Jakuba Většího v Dolní Moravici je klasicistní stavbou z let 1795-1796. Při výstavbě byla ponechána věž a presbytář původního gotického kostela, údajně z roku 1595. Nový kostel je tak orientován severo-jižně. Kostel je zapsán na seznamu kulturních památek České republiky.

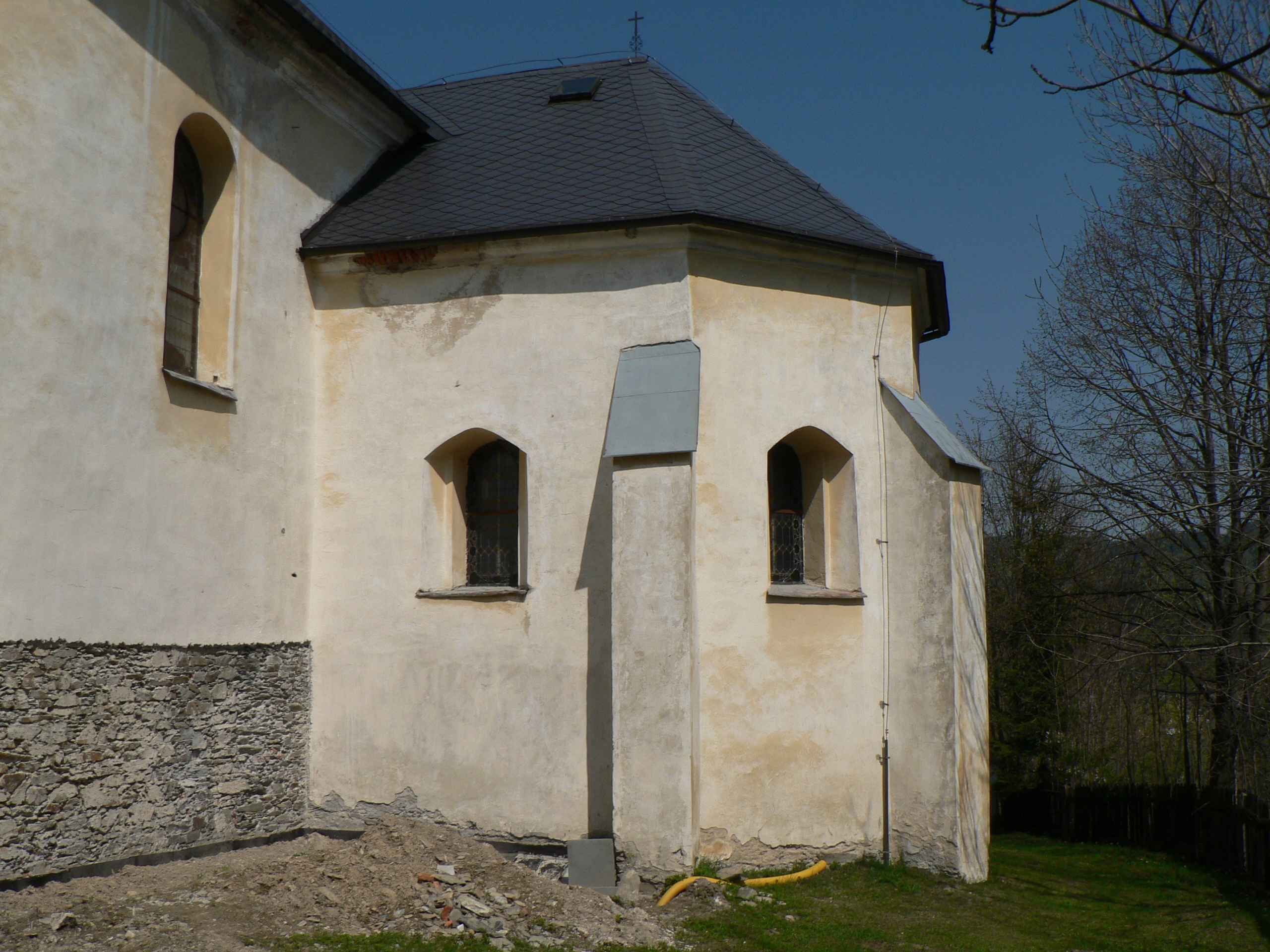
Presbytář původního gotického kostela, dnes kaple

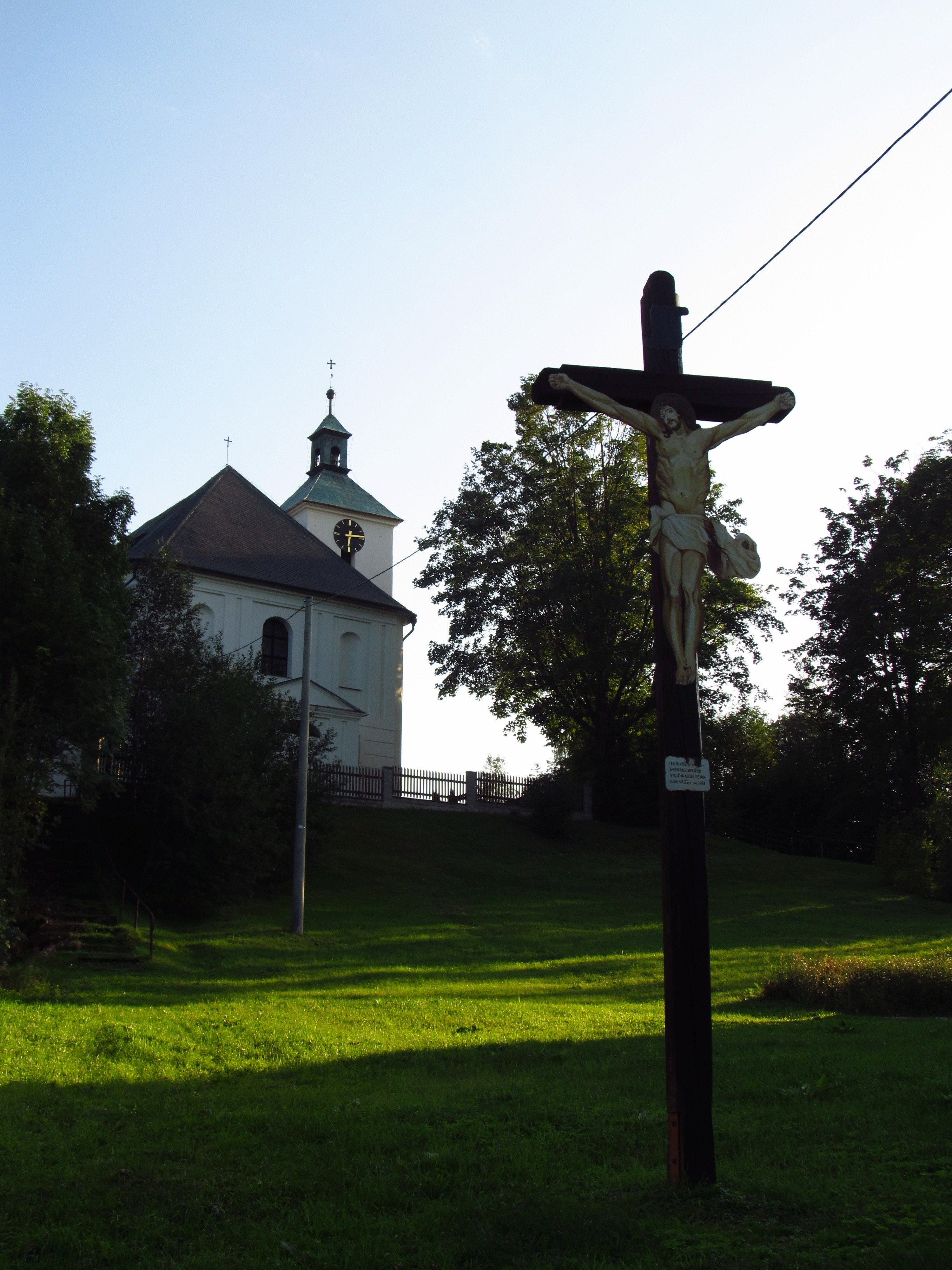
Kostel od silnice

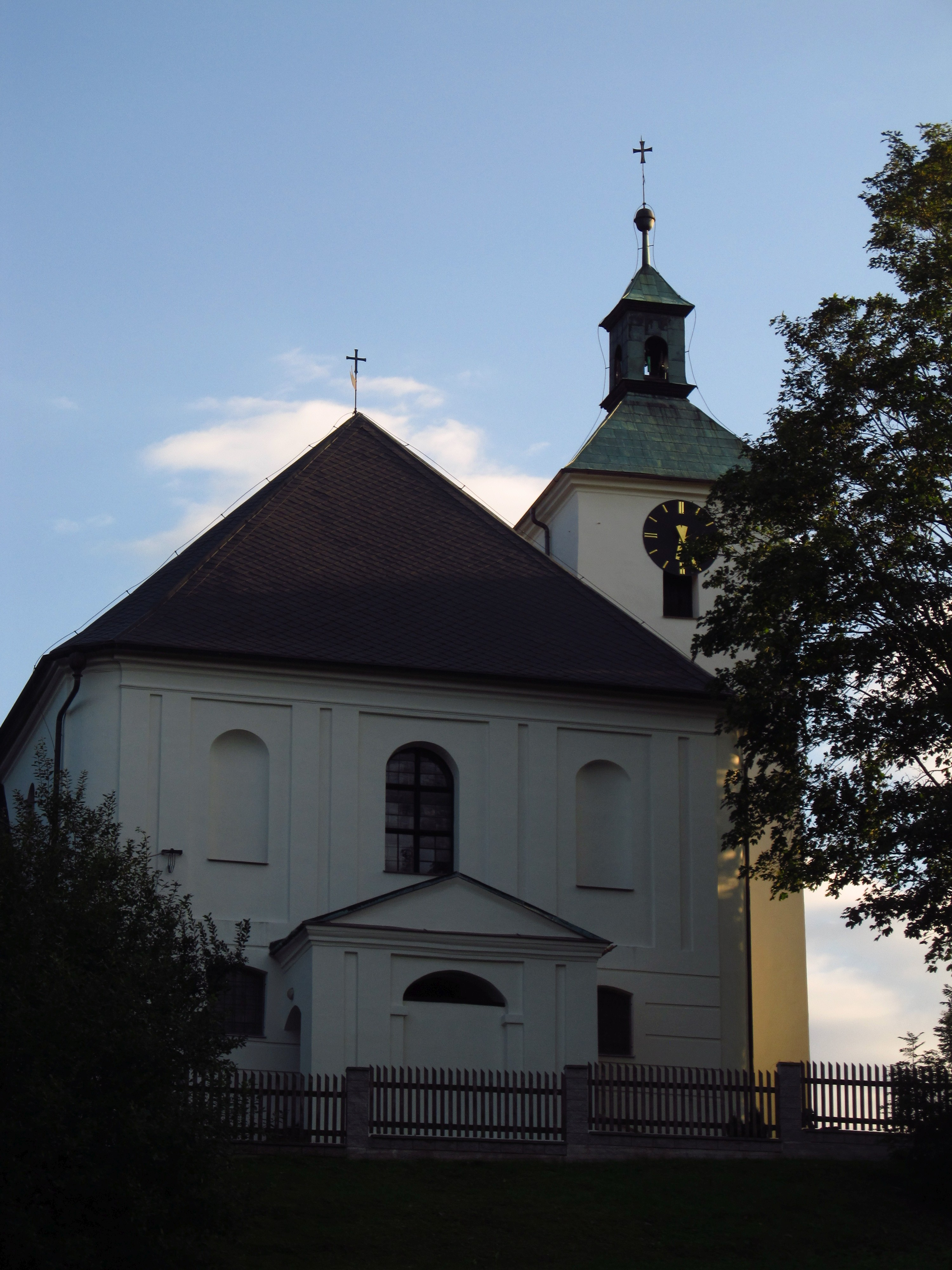
Kostel v Dolní Moravici

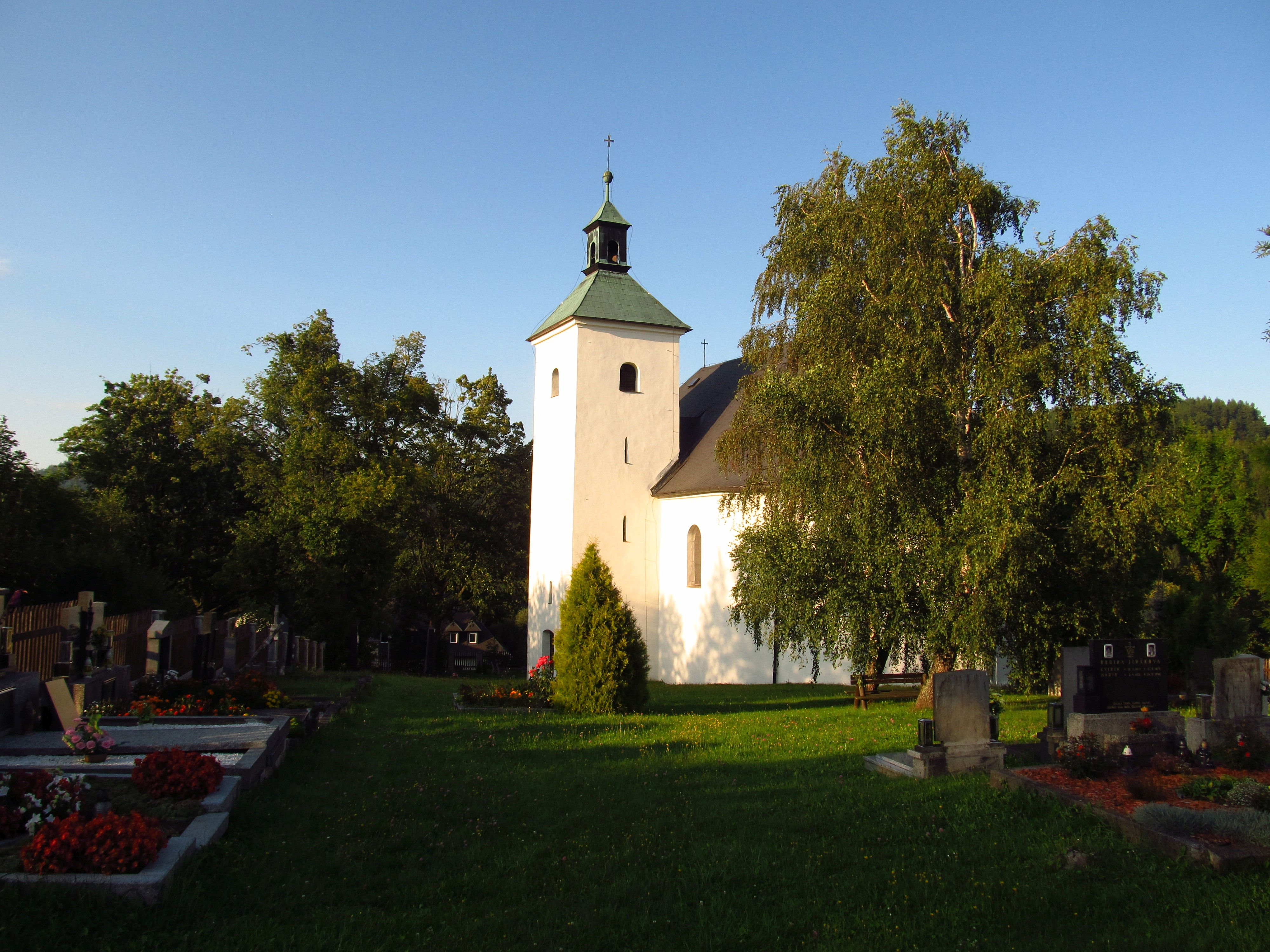
Pohled ze hřbitova

, 
, 